# الدرج (الجميمة)

تعديل مصدري - تعديل

الدرج هي إحدى قرى عزلة خطوه الحمارين بمديرية الجميمة التابعة لمحافظة حجة، بلغ تعداد سكانها 6 نسمة حسب تعداد اليمن لعام 2004.